# Débora Hallal
Débora Hallal Ayala (sinh ngày 18 tháng 7 năm 1996) là một người mẫu và người đẹp Mexico. Cô là đại diện cho Mexico tham gia Hoa hậu Hoàn vũ 2021 tại Eilat, Israel.

## Tiểu sử
Deborah đuợc sinh vào ngày 18 tháng 7 năm 1996 tại Los Mochi, Sinaloa. Cha mẹ cô là doanh nhân, cô tốt nghiệp Đại học TecMilenio với bằng Quản trị Kinh doanh.

## Các cuộc thi sắc đẹp

### Miss Teen Mundial 2016
Debora được bổ nhiệm là Miss Teen Mundial Mexico 2016 để đại diện cho Mexico tại cuộc thi Miss Teen Mundial 2016 đuợc tổ chức tại Fepade Auditorium, San Salvador nơi cô lọt vào top 10 chung cuộc.

### Mexico Universal Sinaloa 2018
Mexico Universal Sinaloa 2018 là được coi là động lực đầu tiên của Debora để đại diện cho bang Sinaloa trong cuộc thi Mexicana Universal. Cô xuất sắc trở thành Á hậu 1.

### Mexicana Universal 2020
Debora tham gia cuộc thi Mexicana Universal 2020, vượt qua các thí sinh tham gia cô đã trở thành Á hậu 1 của cuộc thi. Sau khi trở thành Á hậu 1, cô được ban tổ chức chỉ định là Mexicana Universal 2021 (tiếng Việt: Hoa hậu Hoàn vũ Mexico 2021).

### Hoa hậu Hoàn vũ 2021
Với tư cách là Hoa hậu Hoàn vũ Mexico 2021, cô sẽ đại diện cho Mexico tại cuộc thi Hoa hậu Hoàn vũ 2021 được tổ chức tại Eilat, Israel vào tháng 12 năm 2021.